# Blåhuvad smaragd
Blåhuvad smaragd (Riccordia bicolor) är en fågel i familjen kolibrier. Den förekommer endast på två öar i Små Antillerna. Arten minskar i antal, men beståndet anses vara livskraftigt.

## Utseende och läte
Hane blåhuvad smaragd är en praktfull liten fågel med fjäderdräkten helt glänsande i blått och grönt. Honan är smutsvit under och mestadels grönglänsande ovan, men med glänsande blått på panna och stjärt samt svart i ansiktet. Blåtofsad kolibri liknar till viss del hona blåhuvad smaragd, men uppvisar oftast en huvudtofs samt har kortare näbb och stjärt, den senare dessutom utan blå nyanser. Bland lätena hörs serier med gälla fallande metalliska toner liksom metalliska "tic-tic-tic".

## Utbredning och systematik
Fågeln förekommer i Små Antillerna i bergstrakter på öarna Dominica och Martinique. Den behandlas som monotypisk, det vill säga att den inte delas in i några underarter.

### Släktestillhörighet
Arten placeras traditionellt i det egna släktet Cyanophaia, men genetiska studier visar att den står nära karibiska arter i Chlorostilbon. Dessa har nu tillsammans lyfts ut till ett eget släkte, Riccordia.

## Levnadssätt
Blåhuvad smaragd hittas i öppningar i skogsområden och skogsbryn. Där födosöker den i undervegetationen efter nektar och insekter.

## Status
Trots det begränsade utbredningsområdet och att den tros minska i antal anses beståndet vara livskraftigt av internationella naturvårdsunionen IUCN.